# Kvalifikace na Mistrovství světa ve fotbale 2006 (UEFA)
Kvalifikace na Mistrovství světa ve fotbale 2006 zóny UEFA určila 13 účastníků finálového turnaje. Evropská kvalifikace začala v srpnu 2004 po Mistrovství Evropy ve fotbale 2004. Celkem 51 týmů bylo rozlosováno do 8 skupin po sedmi a šesti týmech. Vítězové skupin a nejlepší dva týmy na druhých místech postoupili přímo na MS. Zbylých 6 týmů ze druhých míst sehrálo baráž o zbylé tři místenky.

## Skupina 1
| Tým        | Z  | V  | R | P | GV | GI | +/- | B  |
| ---------- | -- | -- | - | - | -- | -- | --- | -- |
| Nizozemsko | 12 | 10 | 2 | 0 | 27 | 3  | +24 | 32 |
| Česko      | 12 | 9  | 0 | 3 | 35 | 12 | +23 | 27 |
| Rumunsko   | 12 | 8  | 1 | 3 | 20 | 10 | +10 | 25 |
| Finsko     | 12 | 5  | 1 | 6 | 21 | 19 | +2  | 16 |
| Makedonie  | 12 | 2  | 3 | 7 | 11 | 24 | -13 | 9  |
| Arménie    | 12 | 2  | 1 | 9 | 9  | 25 | -16 | 7  |
| Andorra    | 12 | 1  | 2 | 9 | 4  | 34 | -30 | 5  |

|            | Andorra | Arménie | Česko | Finsko | Makedonie | Nizozemsko | Rumunsko |
| ---------- | ------- | ------- | ----- | ------ | --------- | ---------- | -------- |
| Andorra    | –       | 0–3     | 0–4   | 0–0    | 1–0       | 0–3        | 1–5      |
| Arménie    | 2–1     | –       | 0–3   | 0–2    | 1–2       | 0–1        | 1–1      |
| Česko      | 8–1     | 4–1     | –     | 4–3    | 6–1       | 0–2        | 1–0      |
| Finsko     | 3–0     | 3–1     | 0–3   | –      | 5–1       | 0–4        | 0–1      |
| Makedonie  | 0–0     | 3–0     | 0–2   | 0–3    | –         | 2–2        | 1–2      |
| Nizozemsko | 4–0     | 2–0     | 2–0   | 3–1    | 0–0       | –          | 2–0      |
| Rumunsko   | 2–0     | 3–0     | 2–0   | 2–1    | 2–1       | 0–2        | –        |

## Skupina 2
| Tým        | Z  | V | R | P  | GV | GI | +/- | B  |
| ---------- | -- | - | - | -- | -- | -- | --- | -- |
| Ukrajina   | 12 | 7 | 4 | 1  | 18 | 7  | +11 | 25 |
| Turecko    | 12 | 6 | 5 | 1  | 23 | 9  | +14 | 23 |
| Dánsko     | 12 | 6 | 4 | 2  | 24 | 12 | +12 | 22 |
| Řecko      | 12 | 6 | 3 | 3  | 15 | 9  | +6  | 21 |
| Albánie    | 12 | 4 | 1 | 7  | 11 | 20 | -9  | 13 |
| Gruzie     | 12 | 2 | 4 | 6  | 14 | 25 | -11 | 10 |
| Kazachstán | 12 | 0 | 1 | 11 | 6  | 29 | -23 | 1  |

|            | Albánie | Dánsko | Gruzie | Řecko | Kazachstán | Turecko | Ukrajina |
| ---------- | ------- | ------ | ------ | ----- | ---------- | ------- | -------- |
| Albánie    | –       | 0–2    | 3–2    | 2–1   | 2–1        | 0–1     | 0–2      |
| Dánsko     | 3–1     | –      | 6–1    | 1–0   | 3–0        | 1–1     | 1–1      |
| Gruzie     | 2–0     | 2–2    | –      | 1–3   | 0–0        | 2–5     | 1–1      |
| Řecko      | 2–0     | 2–1    | 1–0    | –     | 3–1        | 0–0     | 0–1      |
| Kazachstán | 0–1     | 1–2    | 1–2    | 1–2   | –          | 0–6     | 1–2      |
| Turecko    | 2–0     | 2–2    | 1–1    | 0–0   | 4–0        | –       | 0–3      |
| Ukrajina   | 2–2     | 1–0    | 2–0    | 1–1   | 2–0        | 0–1     | –        |

## Skupina 3
| Tým             | Z  | V | R | P  | GV | GI | +/- | B  |
| --------------- | -- | - | - | -- | -- | -- | --- | -- |
| Portugalsko     | 12 | 9 | 3 | 0  | 35 | 5  | +30 | 30 |
| Slovensko       | 12 | 6 | 5 | 1  | 24 | 8  | +16 | 23 |
| Rusko           | 12 | 6 | 5 | 1  | 23 | 12 | +11 | 23 |
| Estonsko        | 12 | 5 | 2 | 5  | 16 | 17 | -1  | 17 |
| Lotyšsko        | 12 | 4 | 3 | 5  | 18 | 21 | -3  | 15 |
| Lichtenštejnsko | 12 | 2 | 2 | 8  | 13 | 23 | -10 | 8  |
| Lucembursko     | 12 | 0 | 0 | 12 | 5  | 48 | -43 | 0  |

|                 | Estonsko | Lotyšsko | Lichtenštejnsko | Lucembursko | Portugalsko | Rusko | Slovensko |
| --------------- | -------- | -------- | --------------- | ----------- | ----------- | ----- | --------- |
| Estonsko        | –        | 2–1      | 2–0             | 4–0         | 0–1         | 1–1   | 1–2       |
| Lotyšsko        | 2–2      | –        | 1–0             | 4–0         | 0–2         | 1–1   | 1–1       |
| Lichtenštejnsko | 1–2      | 1–3      | –               | 3–0         | 2–2         | 1–2   | 0–0       |
| Lucembursko     | 0–2      | 3–4      | 0–4             | –           | 0–5         | 0–4   | 0–4       |
| Portugalsko     | 4–0      | 3–0      | 2–1             | 6–0         | –           | 7–1   | 2–0       |
| Rusko           | 4–0      | 2–0      | 2–0             | 5–1         | 0–0         | –     | 1–1       |
| Slovensko       | 1–0      | 4–1      | 7–0             | 3–1         | 1–1         | 0–0   | –         |

## Skupina 4
| Tým             | Z  | V | R | P | GV | GI | +/- | B  |
| --------------- | -- | - | - | - | -- | -- | --- | -- |
| Francie         | 10 | 5 | 5 | 0 | 14 | 2  | +12 | 20 |
| Švýcarsko       | 10 | 4 | 6 | 0 | 18 | 7  | +11 | 18 |
| Izrael          | 10 | 4 | 6 | 0 | 15 | 10 | +5  | 18 |
| Irsko           | 10 | 4 | 5 | 1 | 12 | 5  | +7  | 17 |
| Kypr            | 10 | 1 | 1 | 8 | 8  | 20 | -12 | 4  |
| Faerské ostrovy | 10 | 0 | 1 | 9 | 4  | 27 | -23 | 1  |

|                 | Kypr | Faerské ostrovy | Francie | Izrael | Irsko | Švýcarsko |
| --------------- | ---- | --------------- | ------- | ------ | ----- | --------- |
| Kypr            | –    | 2–2             | 0–2     | 1–2    | 0–1   | 1–3       |
| Faerské ostrovy | 0–3  | –               | 0–2     | 0–2    | 0–2   | 1–3       |
| Francie         | 4–0  | 3–0             | –       | 0–0    | 0–0   | 0–0       |
| Izrael          | 2–1  | 2–1             | 1–1     | –      | 1–1   | 2–2       |
| Irsko           | 3–0  | 2–0             | 0–1     | 2–2    | –     | 0–0       |
| Švýcarsko       | 1–0  | 6–0             | 1–1     | 1–1    | 1–1   | –         |

## Skupina 5
| Tým       | Z  | V | R | P | GV | GI | +/- | B  |
| --------- | -- | - | - | - | -- | -- | --- | -- |
| Itálie    | 10 | 7 | 2 | 1 | 17 | 8  | +9  | 23 |
| Norsko    | 10 | 5 | 3 | 2 | 12 | 7  | +5  | 18 |
| Skotsko   | 10 | 3 | 4 | 3 | 9  | 7  | +2  | 13 |
| Slovinsko | 10 | 3 | 3 | 4 | 10 | 13 | -3  | 12 |
| Bělorusko | 10 | 2 | 4 | 4 | 12 | 14 | -2  | 10 |
| Moldavsko | 10 | 1 | 2 | 7 | 5  | 16 | -11 | 5  |

|           | Bělorusko | Itálie | Moldavsko | Norsko | Skotsko | Slovinsko |
| --------- | --------- | ------ | --------- | ------ | ------- | --------- |
| Bělorusko | –         | 1–4    | 4–0       | 0–1    | 0–0     | 1–1       |
| Itálie    | 4–3       | –      | 2–1       | 2–1    | 2–0     | 1–0       |
| Moldavsko | 2–0       | 0–1    | –         | 0–0    | 1–1     | 1–2       |
| Norsko    | 1–1       | 0–0    | 1–0       | –      | 1–2     | 3–0       |
| Skotsko   | 0–1       | 1–1    | 2–0       | 0–1    | –       | 0–0       |
| Slovinsko | 1–1       | 1–0    | 3–0       | 2–3    | 0–3     | –         |

## Skupina 6
| Tým           | Z  | V | R | P | GV | GI | +/- | B  |
| ------------- | -- | - | - | - | -- | -- | --- | -- |
| Anglie        | 10 | 8 | 1 | 1 | 17 | 5  | +12 | 25 |
| Polsko        | 10 | 8 | 0 | 2 | 27 | 9  | +18 | 24 |
| Rakousko      | 10 | 4 | 3 | 3 | 15 | 12 | +3  | 15 |
| Severní Irsko | 10 | 2 | 3 | 5 | 10 | 18 | -8  | 9  |
| Wales         | 10 | 2 | 2 | 6 | 10 | 15 | -5  | 8  |
| Ázerbájdžán   | 10 | 0 | 3 | 7 | 1  | 21 | -20 | 3  |

|               | Rakousko | Ázerbájdžán | Anglie | Severní Irsko | Polsko | Wales |
| ------------- | -------- | ----------- | ------ | ------------- | ------ | ----- |
| Rakousko      | –        | 2–0         | 2–2    | 2–0           | 1–3    | 1–0   |
| Ázerbájdžán   | 0–0      | –           | 0–1    | 0–0           | 0–3    | 1–1   |
| Anglie        | 1–0      | 2–0         | –      | 4–0           | 2–1    | 2–0   |
| Severní Irsko | 3–3      | 2–0         | 1–0    | –             | 0–3    | 2–3   |
| Polsko        | 3–2      | 8–0         | 1–2    | 1–0           | –      | 1–0   |
| Wales         | 0–2      | 2–0         | 0–1    | 2–2           | 2–3    | –     |

## Skupina 7
| Tým                 | Z  | V | R | P  | GV | GI | +/- | B  |
| ------------------- | -- | - | - | -- | -- | -- | --- | -- |
| Srbsko a Černá Hora | 10 | 6 | 4 | 0  | 16 | 1  | +15 | 22 |
| Španělsko           | 10 | 5 | 5 | 0  | 19 | 3  | +16 | 20 |
| Bosna a Hercegovina | 10 | 4 | 4 | 2  | 12 | 9  | +3  | 16 |
| Belgie              | 10 | 3 | 3 | 4  | 16 | 11 | +5  | 12 |
| Litva               | 10 | 2 | 4 | 4  | 8  | 9  | -1  | 10 |
| San Marino          | 10 | 0 | 0 | 10 | 2  | 40 | -38 | 0  |

|                     | Belgie | Bosna a Hercegovina | Litva | San Marino | Srbsko a Černá Hora | Španělsko |
| ------------------- | ------ | ------------------- | ----- | ---------- | ------------------- | --------- |
| Belgie              | –      | 4–1                 | 1–1   | 8–0        | 0–2                 | 0–2       |
| Bosna a Hercegovina | 1–0    | –                   | 1–1   | 3–0        | 0–0                 | 1–1       |
| Litva               | 1–1    | 0–1                 | –     | 4–0        | 0–2                 | 0–0       |
| San Marino          | 1–2    | 1–3                 | 0–1   | –          | 0–3                 | 0–6       |
| Srbsko a Černá Hora | 0–0    | 1–0                 | 2–0   | 5–0        | –                   | 0–0       |
| Španělsko           | 2–0    | 1–1                 | 1–0   | 5–0        | 1–1                 | –         |

## Skupina 8
| Tým        | Z  | V | R | P | GV | GI | +/- | B  |
| ---------- | -- | - | - | - | -- | -- | --- | -- |
| Chorvatsko | 10 | 7 | 3 | 0 | 21 | 5  | +16 | 24 |
| Švédsko    | 10 | 8 | 0 | 2 | 30 | 4  | +26 | 24 |
| Bulharsko  | 10 | 4 | 3 | 3 | 17 | 17 | 0   | 15 |
| Maďarsko   | 10 | 4 | 2 | 4 | 13 | 14 | -1  | 14 |
| Island     | 10 | 1 | 1 | 8 | 14 | 27 | -13 | 4  |
| Malta      | 10 | 0 | 3 | 7 | 4  | 32 | -28 | 3  |

|            | Bulharsko | Chorvatsko | Maďarsko | Island | Malta | Švédsko |
| ---------- | --------- | ---------- | -------- | ------ | ----- | ------- |
| Bulharsko  | –         | 1–3        | 2–0      | 3–2    | 4–1   | 0–3     |
| Chorvatsko | 2–2       | –          | 3–0      | 4–0    | 3–0   | 1–0     |
| Maďarsko   | 1–1       | 0–0        | –        | 3–2    | 4–0   | 0–1     |
| Island     | 1–3       | 1–3        | 2–3      | –      | 4–1   | 1–4     |
| Malta      | 1–1       | 1–1        | 0–2      | 0–0    | –     | 0–7     |
| Švédsko    | 3–0       | 0–1        | 3–0      | 3–1    | 6–0   | –       |

## Žebříček týmů na druhých místech
Do tohoto žebříčku se nezapočítávaly zápasy se sedmým týmem dané skupiny. Dva nejlepší týmy postoupily přímo na MS, zbylá šestice se účastnila baráže.
| Tým       | Z  | V | R | P | GV | GI | +/- | B  |
| --------- | -- | - | - | - | -- | -- | --- | -- |
| Švédsko   | 10 | 8 | 0 | 2 | 30 | 4  | 26  | 24 |
| Polsko    | 10 | 8 | 0 | 2 | 27 | 9  | 18  | 24 |
| Česko     | 10 | 7 | 0 | 3 | 23 | 11 | 12  | 21 |
| Španělsko | 10 | 5 | 5 | 0 | 19 | 3  | 16  | 20 |
| Švýcarsko | 10 | 4 | 6 | 0 | 18 | 7  | 11  | 18 |
| Norsko    | 10 | 5 | 3 | 2 | 12 | 7  | 5   | 18 |
| Slovensko | 10 | 4 | 5 | 1 | 17 | 7  | 10  | 17 |
| Turecko   | 10 | 4 | 5 | 1 | 13 | 9  | 4   | 17 |

## Baráž

### Úvodní zápasy
| 12. listopadu 2005 22:00 SEČ                              |        |            |                                                                                      |
| Španělsko                                                 | 5 – 1  | Slovensko  | Vicente Calderón Stadium, Madrid diváci: 47 210 rozhodčí: Massimo De Santis (Itálie) |
| Luis García 10', 18', 74' Torres 65' (pen.) Morientes 79' | Report | Németh 49' | Vicente Calderón Stadium, Madrid diváci: 47 210 rozhodčí: Massimo De Santis (Itálie) |

| 12. listopadu 2005 20:45 SEČ |        |         |                                                                         |
| Švýcarsko                    | 2 – 0  | Turecko | Stade de Suisse, Bern diváci: 31 130 rozhodčí: Ľuboš Micheľ (Slovensko) |
| Senderos 41' Behrami 86'     | Report |         | Stade de Suisse, Bern diváci: 31 130 rozhodčí: Ľuboš Micheľ (Slovensko) |

| 12. listopadu 2005 19:30 SEČ |        |            |                                                                             |
| Norsko                       | 0 – 1  | Česko      | Ullevaal Stadion, Oslo diváci: 24 264 rozhodčí: Massimo Busacca (Švýcarsko) |
|                              | Report | Šmicer 31' | Ullevaal Stadion, Oslo diváci: 24 264 rozhodčí: Massimo Busacca (Švýcarsko) |

### Odvety
| 16. listopadu 2005 20:15 SEČ |        |           |                                                                         |
| Slovensko                    | 1 – 1  | Španělsko | Tehelné pole, Bratislava diváci: 23 587 rozhodčí: Markus Merk (Německo) |
| Hološko 50'                  | Report | Villa 71' | Tehelné pole, Bratislava diváci: 23 587 rozhodčí: Markus Merk (Německo) |

 Španělsko zvítězilo celkovým skóre 6:2 a postoupilo na Mistrovství světa ve fotbale 2006.
| 16. listopadu 2005 20:15 UTC+2         |        |                             | |
| Turecko                                | 4 – 2  | Švýcarsko                   | Fenerbahçe Şükrü Saracoğlu Stadyumu, Istanbul diváci: 42 000 rozhodčí: Frank De Bleeckere (Belgie) |
| Tuncay 22', 36', 89' Necati 52' (pen.) | Report | Frei 2' (pen.) Streller 84' | Fenerbahçe Şükrü Saracoğlu Stadyumu, Istanbul diváci: 42 000 rozhodčí: Frank De Bleeckere (Belgie) |

Skóre dvojzápasu bylo 4:4,  Švýcarsko zvítězilo díky více vstřeleným brankám na hřišti soupeře a postoupilo na Mistrovství světa ve fotbale 2006.
| 16. listopadu 2005 20:15 SEČ |        |        |                                                                                          |
| Česko                        | 1 – 0  | Norsko | Stadion Sparty na Letné, Praha diváci: 17 464 rozhodčí: Graham Poll (Spojené království) |
| Rosický 35'                  | Report |        | Stadion Sparty na Letné, Praha diváci: 17 464 rozhodčí: Graham Poll (Spojené království) |

 Česko zvítězilo celkovým skóre 2:0 a postoupilo na Mistrovství světa ve fotbale 2006.